# Família Redgrave
A família Redgrave é uma célebre família de atores de teatro, e também de cinema e televisão, do Reino Unido.
A maioria dos componentes da família trabalhou como atores e atrizes, porém alguns foram escritores e dramaturgos.
O início da história da família data da metade do século XIX, antes da era do cinema mudo.

## Árvore genealógica
Roy Redgrave (1871-1922), célebre ator do cinema mudo, casou em 1907 com Margaret Daisy Scudamore (1885-1958), atriz, filha de Fortunatus Augustin Scudamore, ator e dramaturgo; pais de:
Michael Scudamore Redgrave (1908-1985), ator, casou em 1935 com Rachel Kempson (1910-2003), atriz, com quem teve três filhos:
1 - Vanessa Redgrave (1937), casou em 1962 com Tony Richardson (1928-1991), diretor, com quem teve duas filhas:
Natasha Richardson (1963-2009), atriz, casou em 1984 com Robert Fox (1952), produtor, e depois, em 1994, com Liam Neeson (1952), ator.
Joely Richardson (1965), atriz, casada com o produtor Tim Bevan.
Vanessa Redgrave casou em segundas núpcias com Franco Nero (1941), ator, com quem teve um filho:
Carlo Gabriel Nero (1969), diretor
2 - Corin Redgrave (1939-2010), ator e diretor, teve dois filhos no primeiro casamento: 
Jemma Redgrave (1965), atriz
Luke Redgrave (1967), cameraman
Corin Redgrave casou em segundas núpcias com Kika Markham, atriz, filha do ator David Markham.
3 - Lynn Redgrave (1943-2010), atriz, casou em 1967 com  John Clark, ator e diretor 
Benjamin Clark (1969)
Kelly Clark (1970), atriz
Annabel Clark (1972), atriz